# Menjagrà de flancs grisos
El menjagrà de flancs grisos (Sporophila castaneiventris) és un ocell de la família dels tràupids (Thraupidae).

## Hàbitat i distribució
Habita zones sorrenques, camps empantanegats, terres de conreu i zones arbustives de les terres baixes, des del sud-est de Colòmbia, sud de Veneçuela i les Guaianes, cap al sud, fins est de l'Equador, est del Perú, nord de Bolívia i l'oest amazònic, nord i nord-est del Brasil.